# Luis Castro Casal
Luis Castro Casal (Tolosa, 18 de juny de 1880 - 10 de desembre de 1965) fou un advocat i polític basc, governador civil de Biscaia durant la Segona República Espanyola.
Els seus pares regentaven una escola d'ensenyament primari a Tolosa, i ell es llicencià en filosofia i lletres a la Universitat de Saragossa, doctorant-se a la Universitat de Madrid. En 1903 es va llicenciar en dret a la Universitat de Saragossa amb premi extraordinari de llicenciatura. Va exercir com a advocat a Tolosa, on també hi va fundar el Centre Republicà. Durant la Segona República Espanyola va militar a Acció Republicana primer i a Izquierda Republicana, després, i durant uns mesos de 1931 fou governador civil de Biscaia. El 14 de juliol de 1932 fou escollit president de la Diputació Foral de Guipúscoa
En esclatar la guerra civil espanyola es va exiliar a Donibane Lohitzune. El juny de 1940 es va instal·lar a Sant Sebastià, però en 1941 fou detingut i tancat uns dies a la presó d'Ondarreta. Després va tornar a Tolosa, on va exercir com a advocat fins a la seva mort el desembre de 1965.